# Türkiye Kupası 2010/11

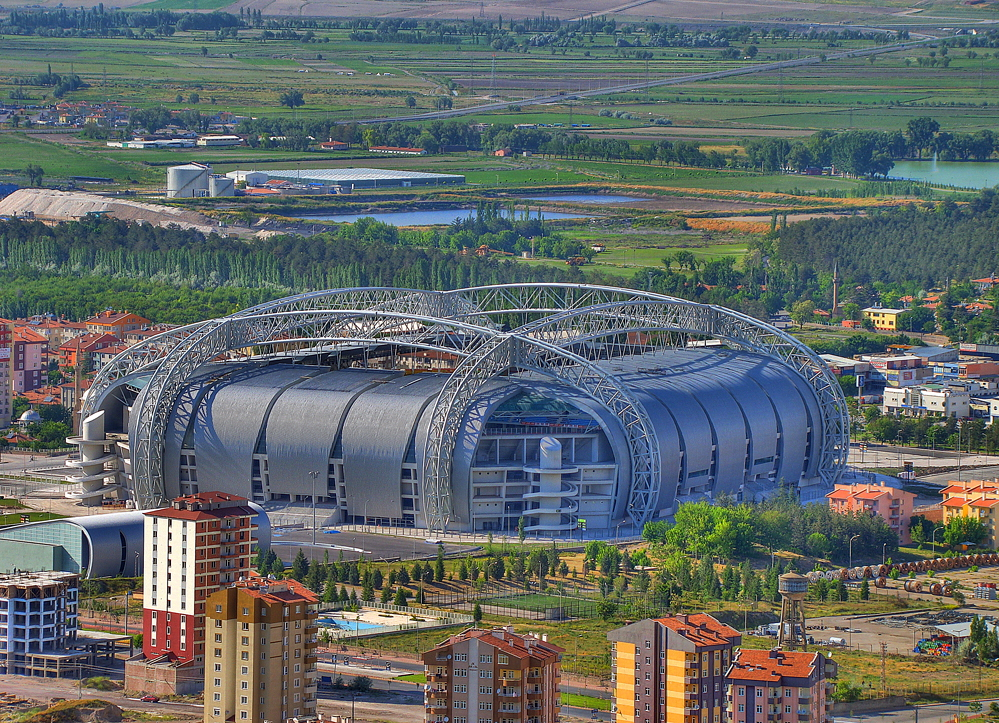
Das Kayseri-Kadir-Has-Stadion war Austragungsort des türkischen Pokalfinales 2010/11

Der Ziraat Türkiye Kupası 2010/11 ist ein türkischer Fußball-Pokalwettbewerb. Er begann am 1. September 2010 mit der 1. Hauptrunde und endete am 11. Mai 2011 mit dem Finale. Der türkische Pokal wurde in dieser Saison zum 49. Mal ausgetragen. Das Finale wurde am 11. Mai 2011 in Kayseri im Kayseri-Kadir-Has-Stadion zwischen Beşiktaş Istanbul und Istanbul BB ausgetragen.
Beşiktaş Istanbul gewann das Finale mit 4:3 im Elfmeterschießen. Beşiktaş gewann zum neunten Mal in der Vereinsgeschichte den türkischen Fußballpokal. Istanbul BB stand zum ersten Mal im Finale.

## Teilnehmende Mannschaften
Für den türkischen Pokal sind folgende 71 Mannschaften teilnahmeberechtigt:
| Süper Lig die 17 Vereine der Saison 2009/10 | Bank Asya 1. Lig die 18 Vereine der Saison 2009/10 | TFF 2. Lig die 21 Mannschaften der Saison 2009/10 | TFF 3. Lig die 15 Mannschaften der Saison 2009/10 |
| Beşiktaş Istanbul Sivasspor Trabzonspor Fenerbahçe Istanbul Galatasaray Istanbul Bursaspor Kayserispor Gaziantepspor Istanbul BB Eskişehirspor Medical Park Antalyaspor MKE Ankaragücü Gençlerbirliği Ankara Denizlispor Manisaspor Diyarbakırspor Kasımpaşa Istanbul | Kocaelispor Hacettepespor Konyaspor Boluspor Karşıyaka SK Altay Izmir Kayseri Erciyesspor Orduspor Giresunspor Dardanelspor Bucaspor Mersin İdman Yurdu SK Kartalspor Gaziantep BB Samsunspor Çaykur Rizespor Adanaspor Kardemir Karabükspor | Eyüpspor Güngören Belediyespor Akhisar Belediyespor Tokatspor Iskenderun DÇ Türk Telekomspor Çorumspor Beypazarı Şekerspor Göztepe Izmir Şanlıurfaspor Adana Demirspor Adıyamanspor Belediye Vanspor 1461 Trabzon Bugsaşspor Akçaabat Sebatspor Konya Torku Şekerspor Turgutluspor Gebzespor Körfez Belediyespor Tavşanlı Linyitspor | Bandırmaspor Balıkesirspor Siirtspor Kırıkhanspor Torbalıspor Anadolu Üsküdarspor Pazarspor Keçiören Sportif Darıca Gençlerbirliği Araklıspor Gaziosmanpaşaspor Menemen Belediyespor Keçiörengücü Yimpaş Yozgatspor Yeni Malatyaspor |

## 1. Hauptrunde
Die Auslosung für die 1. Hauptrunde fand am 23. August 2010 in Istanbul statt. Die Spiele wurden am 1. September 2010 ausgetragen. In der 1. Hauptrunde spielten jeweils die Mannschaften aus der 3. und 4. Liga der Vorsaison.
|                       | Ergebnis              |                      |
| --------------------- | --------------------- | -------------------- |
| Kırıkhanspor          | 1:1 n. V. (6:5 i. E.) | Adana Demirspor      |
| Belediye Vanspor      | 1:0                   | Şanlıurfaspor        |
| Pazarspor             | 2:3                   | 1461 Trabzon         |
| Akçaabat Sebatspor    | 1:0                   | Araklıspor           |
| Tokatspor             | 4:0                   | Yozgatspor           |
| Iskenderun DÇ         | 1:0                   | Adıyamanspor         |
| Keçiörengücü          | 2:1                   | Bugsaşspor           |
| Beypazarı Şekerspor   | 1:0                   | Çorumspor            |
| Türk Telekomspor      | 3:1                   | Keçiören Sportif     |
| Turgutluspor          | 1:2 n. V. (1:1)       | Menemen Belediyespor |
| Torbalıspor           | 0:0 n. V. (4:2 i. E.) | Akhisar Belediyespor |
| Balıkesirspor         | 1:0                   | Körfezspor           |
| Bandırmaspor          | 5:1                   | Tavşanlı Linyitspor  |
| Darıca Gençlerbirliği | 3:1                   | Gebzespor            |
| Güngören Belediyespor | 3:1                   | Gaziosmanpaşaspor    |
| Anadolu Üsküdarspor   | 3:2                   | Eyüpspor             |
| Yeni Malatyaspor      | 2:0                   | Siirtspor            |
| Konya Torku Şekerspor | 2:2 n. V. (8:6 i. E.) | Göztepe Izmir        |

## 2. Hauptrunde
Die Spiele der 2. Hauptrunde wurden am 22. September 2010 ausgetragen.
|                       | Ergebnis              |                       |
| --------------------- | --------------------- | --------------------- |
| Konya Torku Şekerspor | 1:1 (3:1 i. E.)       | Altay Izmir           |
| Orduspor              | 2:0                   | Iskenderun DÇ         |
| Türk Telekomspor      | 4:2                   | Güngören Belediyespor |
| 1461 Trabzon          | 1:2 n. V. (1:1)       | Samsunspor            |
| Kayseri Erciyesspor   | 1:0                   | Çaykur Rizespor       |
| Darıca Gençlerbirliği | 0:1                   | Dardanelspor          |
| Mersin İdman Yurdu SK | 3:2                   | Torbalıspor           |
| Giresunspor           | 0:1                   | Bandırmaspor          |
| Hacettepespor         | 2:1                   | Boluspor              |
| Akçaabat Sebatspor    | 4:0                   | Keçiörengücü          |
| Menemen Belediyespor  | 1:0                   | Belediye Vanspor      |
| Beypazarı Şekerspor   | 2:0 n. V.             | Balıkesirspor         |
| Kocaelispor           | 1:2 n. V. (1:1)       | Kırıkhanspor          |
| Diyarbakırspor        | 0:1                   | Yeni Malatyaspor      |
| Adanaspor             | 1:2 n. V. (1:2)       | Gaziantep BB          |
| Karşıyaka SK          | 2:2 n. V. (6:4 i. E.) | Kartalspor            |
| Denizlispor           | 2:1                   | Anadolu Üsküdarspor   |

## Play-off-Runde
Die Play-off-Runde wurde vom 26. bis 28. Oktober 2010 ausgetragen.
|                       | Ergebnis              |                          |
| --------------------- | --------------------- | ------------------------ |
| Gençlerbirliği Ankara | 4:1                   | Akçaabat Sebatspor       |
| Beypazarı Şekerspor   | 1:1 n. V. (7:6 i. E.) | Kardemir Karabükspor     |
| Eskişehirspor         | 1:2                   | Denizlispor              |
| MKE Ankaragücü        | 3:1                   | Tokatspor                |
| Konyaspor             | 0:1                   | Bucaspor                 |
| Sivasspor             | 1:2                   | Manisaspor               |
| Gaziantepspor         | 4:0                   | Türk Telekomspor         |
| Istanbul BB           | 1:0                   | Dardanelspor             |
| Kayseri Erciyesspor   | 1:3                   | Konya Torku Şekerspor    |
| Orduspor              | 1:2 n. V. (1:1)       | Medical Park Antalyaspor |
| Menemen Belediyespor  | 1:4                   | Kasımpaşa Istanbul       |
| Yeni Malatyaspor      | 2:0 n. V.             | Hacettepespor            |
| Gaziantep BB          | 2:0                   | Samsunspor               |
| Kırıkhanspor          | 0:0 n. V. (4:3 i. E.) | Bandırmaspor             |
| Beşiktaş Istanbul     | 3:0 n. V.             | Mersin İdman Yurdu SK    |
| Karşıyaka SK          | 3:2 n. V. (1:1)       | Kayserispor              |

## Gruppenphase
Der erste Spieltag wird am 9. November 2010 ausgetragen. Der letzte, der 6. Spieltag, am 26. Januar 2011.

### Gruppe A
| Pl. | Verein                   | Sp. | S | U | N | Tore    | Diff. | Punkte |
| --- | ------------------------ | --- | - | - | - | ------- | ----- | ------ |
| 1.  | Gaziantepspor            | 4   | 3 | 1 | 0 | 007:200 | +5    | 10     |
| 2.  | Galatasaray Istanbul     | 4   | 2 | 2 | 0 | 007:300 | +4    | 08     |
| 3.  | Beypazarı Şekerspor      | 4   | 1 | 1 | 2 | 004:700 | −3    | 04     |
| 4.  | Medical Park Antalyaspor | 4   | 0 | 3 | 1 | 004:600 | −2    | 03     |
| 5.  | Denizlispor              | 4   | 0 | 1 | 3 | 004:800 | −4    | 01     |

| 9. November 2010     |           |                      |
| MP Antalyaspor       | 1:3 (1:0) | Gaziantepspor        |
| 10. November 2010    |           |                      |
| Galatasaray Istanbul | 3:1 (1:0) | Denizlispor          |
| 22. Dezember 2010    |           |                      |
| Beypazarı Şekerspor  | 1:1 (0:1) | MP Antalyaspor       |
| Gaziantepspor        | 1:1 (1:1) | Galatasaray Istanbul |
| 11. Januar 2011      |           |                      |
| Galatasaray Istanbul | 3:1 (0:1) | Beypazarı Şekerspor  |
| 12. Januar 2011      |           |                      |
| Denizlispor          | 0:1 (0:0) | Gaziantepspor        |
| 16. Januar 2011      |           |                      |
| Beypazarı Şekerspor  | 2:1 (1:0) | Denizlispor          |
| 18. Januar 2011      |           |                      |
| MP Antalyaspor       | 0:0       | Galatasaray Istanbul |
| 26. Januar 2011      |           |                      |
| Gaziantepspor        | 2:0 (2:0) | Beypazarı Şekerspor  |
| Denizlispor          | 2:2 (2:0) | MP Antalyaspor       |

### Gruppe B
| Pl. | Verein                | Sp. | S | U | N | Tore    | Diff. | Punkte |
| --- | --------------------- | --- | - | - | - | ------- | ----- | ------ |
| 1.  | Beşiktaş Istanbul     | 4   | 3 | 0 | 1 | 008:600 | +2    | 09     |
| 2.  | Gaziantep BB          | 4   | 2 | 2 | 0 | 007:500 | +2    | 08     |
| 3.  | Trabzonspor           | 4   | 2 | 1 | 1 | 009:600 | +3    | 07     |
| 4.  | Konya Torku Şekerspor | 4   | 1 | 1 | 2 | 007:900 | −2    | 04     |
| 5.  | Manisaspor            | 4   | 0 | 0 | 4 | 005:100 | −5    | 0      |

| 10. November 2010     |           |                       |
| Konya Torku Şekerspor | 2:1 (1:0) | Manisaspor            |
| 11. November 2010     |           |                       |
| Gaziantep BB          | 1:0 (1:0) | Beşiktaş Istanbul     |
| 21. Dezember 2010     |           |                       |
| Trabzonspor           | 2:2 (2:1) | Gaziantep BB          |
| 22. Dezember 2010     |           |                       |
| Beşiktaş Istanbul     | 3:2 (2:0) | Konya Torku Şekerspor |
| 11. Januar 2011       |           |                       |
| Konya Torku Şekerspor | 1:3 (0:2) | Trabzonspor           |
| 12. Januar 2011       |           |                       |
| Manisaspor            | 2:3 (1:2) | Beşiktaş Istanbul     |
| 16. Januar 2011       |           |                       |
| Gaziantep BB          | 2:2 (0:0) | Konya Torku Şekerspor |
| Trabzonspor           | 3:1 (2:1) | Manisaspor            |
| 26. Januar 2011       |           |                       |
| Beşiktaş Istanbul     | 2:1 (2:0) | Trabzonspor           |
| Manisaspor            | 1:2 (0:1) | Gaziantep BB          |

### Gruppe C
| Pl. | Verein                | Sp. | S | U | N | Tore    | Diff. | Punkte |
| --- | --------------------- | --- | - | - | - | ------- | ----- | ------ |
| 1.  | Gençlerbirliği Ankara | 4   | 2 | 1 | 1 | 006:400 | +2    | 07     |
| 2.  | Bucaspor              | 4   | 2 | 1 | 1 | 007:600 | +1    | 07     |
| 3.  | MKE Ankaragücü        | 4   | 1 | 3 | 0 | 006:400 | +2    | 06     |
| 4.  | Yeni Malatyaspor      | 4   | 1 | 1 | 2 | 003:500 | −2    | 04     |
| 5.  | Fenerbahçe Istanbul   | 4   | 1 | 0 | 3 | 007:100 | −3    | 03     |

| 9. November 2010      |           |                       |
| Bucaspor              | 2:1 (1:1) | Yeni Malatyaspor      |
| MKE Ankaragücü        | 4:2 (0:1) | Fenerbahçe Istanbul   |
| 21. Dezember 2010     |           |                       |
| Fenerbahçe Istanbul   | 2:3 (1:2) | Bucaspor              |
| 22. Dezember 2010     |           |                       |
| Gençlerbirliği Ankara | 1:1 (0:1) | MKE Ankaragücü        |
| 12. Januar 2011       |           |                       |
| Bucaspor              | 1:2 (1:2) | Gençlerbirliği Ankara |
| 13. Januar 2011       |           |                       |
| Yeni Malatyaspor      | 2:1 (1:1) | Fenerbahçe Istanbul   |
| 16. Januar 2011       |           |                       |
| Gençlerbirliği Ankara | 2:0 (0:0) | Yeni Malatyaspor      |
| 17. Januar 2011       |           |                       |
| MKE Ankaragücü        | 1:1 (1:1) | Bucaspor              |
| 27. Januar 2011       |           |                       |
| Fenerbahçe Istanbul   | 2:1 (2:0) | Gençlerbirliği Ankara |
| Yeni Malatyaspor      | 0:0       | MKE Ankaragücü        |

### Gruppe D
| Pl. | Verein             | Sp. | S | U | N | Tore    | Diff. | Punkte |
| --- | ------------------ | --- | - | - | - | ------- | ----- | ------ |
| 1.  | Kasımpaşa Istanbul | 4   | 4 | 0 | 0 | 009:200 | +7    | 12     |
| 2.  | Istanbul BB        | 4   | 3 | 0 | 1 | 004:300 | +1    | 09     |
| 3.  | Bursaspor          | 4   | 1 | 1 | 2 | 004:500 | −1    | 04     |
| 4.  | Karşıyaka SK       | 4   | 1 | 0 | 3 | 005:700 | −2    | 03     |
| 5.  | Kırıkhanspor       | 4   | 0 | 1 | 3 | 003:900 | −6    | 01     |

| 10. November 2010  |           |                    |
| Bursaspor          | 1:1 (1:1) | Kırıkhanspor       |
| 11. November 2010  |           |                    |
| Istanbul BB        | 1:3 (1:1) | Kasımpaşa Istanbul |
| 21. Dezember 2010  |           |                    |
| Karşıyaka SK       | 0:2 (0:1) | Bursaspor          |
| 22. Dezember 2010  |           |                    |
| Kırıkhanspor       | 0:1 (0:0) | Istanbul BB        |
| 11. Januar 2011    |           |                    |
| Kasımpaşa Istanbul | 2:0 (1:0) | Kırıkhanspor       |
| Istanbul BB        | 1:0 (0:0) | Karşıyaka SK       |
| 15. Januar 2011    |           |                    |
| Bursaspor          | 0:1 (0:0) | Istanbul BB        |
| Karşıyaka SK       | 0:1 (0:0) | Kasımpaşa Istanbul |
| 26. Januar 2011    |           |                    |
| Kırıkhanspor       | 2:5 (0:2) | Karşıyaka SK       |
| Kasımpaşa Istanbul | 3:1 (1:1) | Bursaspor          |

## K.-o.-Runden

### Viertelfinale
- Hinspiele: 2./3. Februar 2011
- Rückspiele: 2./3. März 2011

|                       | Gesamt    |                      | Hinspiel | Rückspiel |
| --------------------- | --------- | -------------------- | -------- | --------- |
| Beşiktaş Istanbul     | 8:0       | Gaziantep BB         | 5:0      | 3:0       |
| Gaziantepspor         | 3:2       | Galatasaray Istanbul | 3:2      | 0:0       |
| Istanbul BB           | (a)1:1(a) | Kasımpaşa Istanbul   | 0:0      | 1:1       |
| Gençlerbirliği Ankara | 4:1       | Bucaspor             | 2:0      | 2:1       |

### Halbfinale
- Hinspiele: 6./7. April 2011
- Rückspiele: 20./21. April 2011

|                   | Gesamt |                       | Hinspiel | Rückspiel |
| ----------------- | ------ | --------------------- | -------- | --------- |
| Beşiktaş Istanbul | 5:2    | Gaziantepspor         | 3:0      | 2:2       |
| Istanbul BB       | 4:1    | Gençlerbirliği Ankara | 1:1      | 3:0       |

## Finale
| Beşiktaş Istanbul                                                | Beşiktaş Istanbul | Istanbul BB | Istanbul BB |
| ---------------------------------------------------------------- | --- | --- | ----------- |
| Beşiktaş Istanbul                                                | \| Finale \| \| 11. Mai 2011 um 19:00 Uhr in Kayseri (Kayseri-Kadir-Has-Stadion) \| \| Ergebnis: 2:2 n. V. (2:2, 1:0), 4:3 i. E. \| \| Zuschauer: 30.000 \| \| Schiedsrichter: Yunus Yıldırım (Manisa) \| \| Spielbericht \| | \| Finale \| \| 11. Mai 2011 um 19:00 Uhr in Kayseri (Kayseri-Kadir-Has-Stadion) \| \| Ergebnis: 2:2 n. V. (2:2, 1:0), 4:3 i. E. \| \| Zuschauer: 30.000 \| \| Schiedsrichter: Yunus Yıldırım (Manisa) \| \| Spielbericht \|                      | Istanbul BB |
| Beşiktaş Istanbul                                                | Rüştü Reçber – Ekrem Dağ, Tomáš Sivok, Mehmet Aurélio, Ismail Köybaşı – Manuel Fernandes, Necip Uysal, Ricardo Quaresma, Guti (106. Roberto Hilbert), Simão – Bobô (56. Hugo Almeida) Cheftrainer: Tayfur Havutçu            | Kenan Hasagić – Rızvan Şahin, Can Arat, Metin Depe, Ekrem Ekşioğlu – Cihan Haspolatlı, Mahmut Tekdemir, Samuel Holmén – İskender Alın (105. Tevfik Köse), Hervé Tum (56. Gökhan Ünal), İbrahim Akın (83. Gökhan Süzen) Cheftrainer: Abdullah Avcı | Istanbul BB |
| Beşiktaş Istanbul                                                | 1:0 Ricardo Quaresma (33.) 2:2 Tomas Sivok (78.) | 1:1 Ibrahim Akın (53., Foulelfmeter) 1:2 Gökhan Ünal (68.) | Istanbul BB |
| Beşiktaş Istanbul                                                | Elfmeterschießen | | Istanbul BB |
| Beşiktaş Istanbul                                                | 1:0 Hugo Almeida 2:1 Manuel Fernandes 3:2 Mehmet Aurelio Roberto Hilbert 4:3 Simão | Cihan Haspolatlı 1:1 Ekrem Ekşıoğlu 2:2 Gökhan Ünal 3:3 Samuel Holmen Metin Depe | Istanbul BB |
| Beşiktaş Istanbul                                                | Ekrem Dağ, Ricardo Quaresma | Metin Depe, Mahmut Tekdemir, Samuel Holmen | Istanbul BB |
| Beşiktaş Istanbul                                                | Spieler des Spiels: Ricardo Quaresma | | Istanbul BB |
| Finale                                                           | | |             |
| 11. Mai 2011 um 19:00 Uhr in Kayseri (Kayseri-Kadir-Has-Stadion) | | |             |
| Ergebnis: 2:2 n. V. (2:2, 1:0), 4:3 i. E.                        | | |             |
| Zuschauer: 30.000                                                | | |             |
| Schiedsrichter: Yunus Yıldırım (Manisa)                          | | |             |
| Spielbericht                                                     | | |             |

## Torschützenliste
| Rang | Spieler                       | Verein                | Tore |
| ---- | ----------------------------- | --------------------- | ---- |
| 1    | Muzaffer Akdoğan              | Yeni Malatyaspor      | 4    |
| 1    | Cafercan Aksu                 | Konya Şekerspor       | 4    |
| 1    | Hugo Almeida                  | Beşiktaş Istanbul     | 4    |
| 1    | Bobô                          | Beşiktaş Istanbul     | 4    |
| 1    | Semih Şentürk                 | Fenerbahçe Istanbul   | 4    |
| 1    | Ermin Zec                     | Gençlerbirliği Ankara | 4    |
| 7    | İbrahim Akın (Fußballspieler) | Istanbul BB           | 3    |
| 7    | Umut Bulut                    | Trabzonspor           | 3    |
| 7    | Murat Dilek                   | Konya Şekerspor       | 3    |
| 7    | Guti                          | Beşiktaş Istanbul     | 3    |